# Никольский собор (Прохладный)
Храм Николая Чудотворца — приходской православный храм в Прохладном. Относится к Пятигорской и Черкесской епархии (до 2011 года — Ставропольской и Владикавказской епархии) Русской православной церкви.

## История
Построен в 1882—1886 годах на месте сгоревшей в 1873 году деревянной церкви. Автором проекта чаще всего называется областной архитектор Терской области Михаил Адамович Сурмиевич. В то же время встречаются утверждения, что проект храма был разработан Владимиром Иосифовичем Грозмани, бывшим, по некоторым данным, старшим архитектором Терской области (с 1874 года). С его именем также иногда связывается и первый каменный Свято-Никольский собор в Кисловодске, возведённый в 1883—1888 годах (взорван в 1936 году, нынешнее здание не повторяет дореволюционный проект) и внешне являвшийся храмом-близнецом Никольского храма станицы Прохладной.
С 1894 года в Никольском храме в Прохладной находится список Моздокской иконы Божией Матери. В 1901 году завершено строительство колокольни (по проекту М. А. Сурмиевича; примечательно, что в 1900 году аналогичную колокольню получил и кисловодский Никольский храм)

## Духовенство
- Настоятель храма — протоиерей Иоанн Куба[10]

## Престольные праздники
- Святителя Николая Чудотворца (22 мая, 19 декабря). Моздокской иконы Божией Матери (28 августа)
- Николая Чудотворца — Май 22 [по н.с.] (перенесение мощей), Декабрь 19 [по н.с.][10]

## Святыни
- Частица мощей святителя Николая Чудотворца.
- Чудотворный список Моздокской иконы Божией Матери[11]